# Kanclířka
Kanclířka je zaniklá usedlost v Praze na Smíchově, která stála při severní straně Holečkovy ulice, mezi ulicí a kostelem svatého Gabriela. Její vinice se táhla až k ulici Švédská.

## Historie
Vinice se zde rozkládala ještě před polovinou 15. století a její jméno bylo Žumbergeřská. Kolem roku 1450 vlastnil zdejší vinohrad Jiří z Poděbrad. Pod názvem „Kancléřova“ je známá již roku 1496 (zřejmě po svém tehdejším majiteli). Za vlastnictví Jana Mosera v 80. letech 19. století tvořila usedlost obdélná obytná budova s předsazeným průčelím.
Roku 1883 koupila budovu s pozemky beuronská denominace benediktinů a založila zde ženskou odnož kláštera. Usedlost byla zbořena.